# Snowboard al XV Festival olimpico invernale della gioventù europea
Lo Snowboard al XV Festival olimpico invernale della gioventù europea si è svolto dal 22 al 25 marzo 2022 a Vuokatti in Finlandia. 

## Podi

### Ragazzi
| Evento                | Oro          | Punteggio | Argento      | Punteggio | Bronzo         | Punteggio |
| Big air (dettagli)    | Dante Brcic  | 169.50    | Jakub Hrones | 168.25    | Nicolas Schütz | 144.75    |
| Slopestyle (dettagli) | Jakub Hrones | 89.75     | Alex Lotorto | 85.26     | Jakob Ganserer | 70.00     |

### Ragazze
| Evento                | Oro              | Punteggio | Argento          | Punteggio | Bronzo          | Punteggio |
| Big air (dettagli)    | Kamilla Kozuback | 157.75    | Telma Särkipaju  | 156.50    | Romy Van Vreden | 138.00    |
| Slopestyle (dettagli) | Telma Särkipaju  | 88.25     | Kamilla Kozuback | 82.50     | Andrina Salis   | 73.25     |

## Medagliere
| Pos. | Paese       | Oro | Argento | Bronzo | Totale |
| ---- | ----------- | --- | ------- | ------ | ------ |
| 1    | Rep. Ceca   | 1   | 1       | 0      | 2      |
| 1    | Ungheria    | 1   | 1       | 0      | 2      |
| 1    | Finlandia   | 1   | 1       | 0      | 2      |
| 4    | Croazia     | 1   | 0       | 0      | 1      |
| 5    | Svizzera    | 0   | 1       | 2      | 3      |
| 6    | Paesi Bassi | 0   | 0       | 1      | 1      |
| 6    | Germania    | 0   | 0       | 1      | 1      |